# Eufrat
Eufrat, (arabsky الفرات‎, Al-Furāt, turecky Fırat, v aramejštině znamená sladká voda), je největší řeka Blízkého východu. Protéká Tureckem (provincie Elazığ, Adıyaman, Gaziantep, Malatya a Şanlıurfa), Sýrií a Irákem (Anbár, Babylón, Nadžaf, Kádisíja, Mutanná, Dhíkár, Basra). Její délka od soutoku zdrojnic je 2 760 km (od pramene Muratu 3065 km), z čehož 1263 km je na území Turecka. Povodí zaujímá plochu 673 000 km².

## Průběh toku
Řeka vzniká soutokem zdrojnic Karasu a Murat, které pramení v Arménské vysočině. V místě soutoku byla v letech 1966 až 1975 postavena Kebanská přehradní nádrž. Na horním toku má převážně horský charakter. V úzké soutěsce se prodírá okrajovými hřbety Arménské vysočiny Malatya a Ergani. Poté v hluboké dolině protíná pouštní planinu Sýrie a severní Mezopotámie. Pod městem Hit vtéká do Mezopotámské nížiny, která je tvořena říčními nánosy. Šířka řeky se zde pohybuje od 150 do 500 m a hloubka dosahuje 10 m. Na dolním toku se dvěma rameny slévá s řekou Tigris a vytváří řeku Šatt al-Arab, která ústí do Perského zálivu. Hlavní přítoky jsou Tochma a Göksu v Turecku zprava a Belich a Chábúr v Sýrii zleva. Na území Iráku ústí do Eufratu jen suchá údolí (vádí), která se naplňují vodou pouze v období dešťů. Řeka protéká městy Erzincan, Birecik (Turecko), Rakka, Dajr az-Zaur (Sýrie), Ramádí, Falludža, Kúfa, Samawa, Díwáníja, Násiríja.

## Vodní režim
Převážnou část vody získává díky sněhovým a dešťovým srážkám v horské části povodí. Na rovině je zdrojem převážně déšť. Vodnost řeky je nejvyšší na jaře (květen a červen), v létě hladina klesá. Při povodních úroveň hladiny stoupá o 3 až 4 m. Za účelem ochrany před těmito povodněmi bylo v oblasti Mezopotámské nížiny vybudováno několik hydrotechnických zařízení a koryto řeky bylo obehnáno hrázemi. Průměrný roční průtok u města Hit činí 840 m³/s. Maximální průtok dosahuje 3000 až 4000 m³/s a minimální na konci léta 180 m³/s. Celkový roční odtok představuje 26,4 km³. Směrem k ústí se v důsledku zavlažování, vypařování a prosakování průtok snižuje na 300 až 400 m³/s. Řeka nese velké množství pevných částic, které dosahuje 13 až 15 Mt za rok na středním toku. Směrem k ústí se jejich množství zmenšuje v důsledku usazování.

## Využití

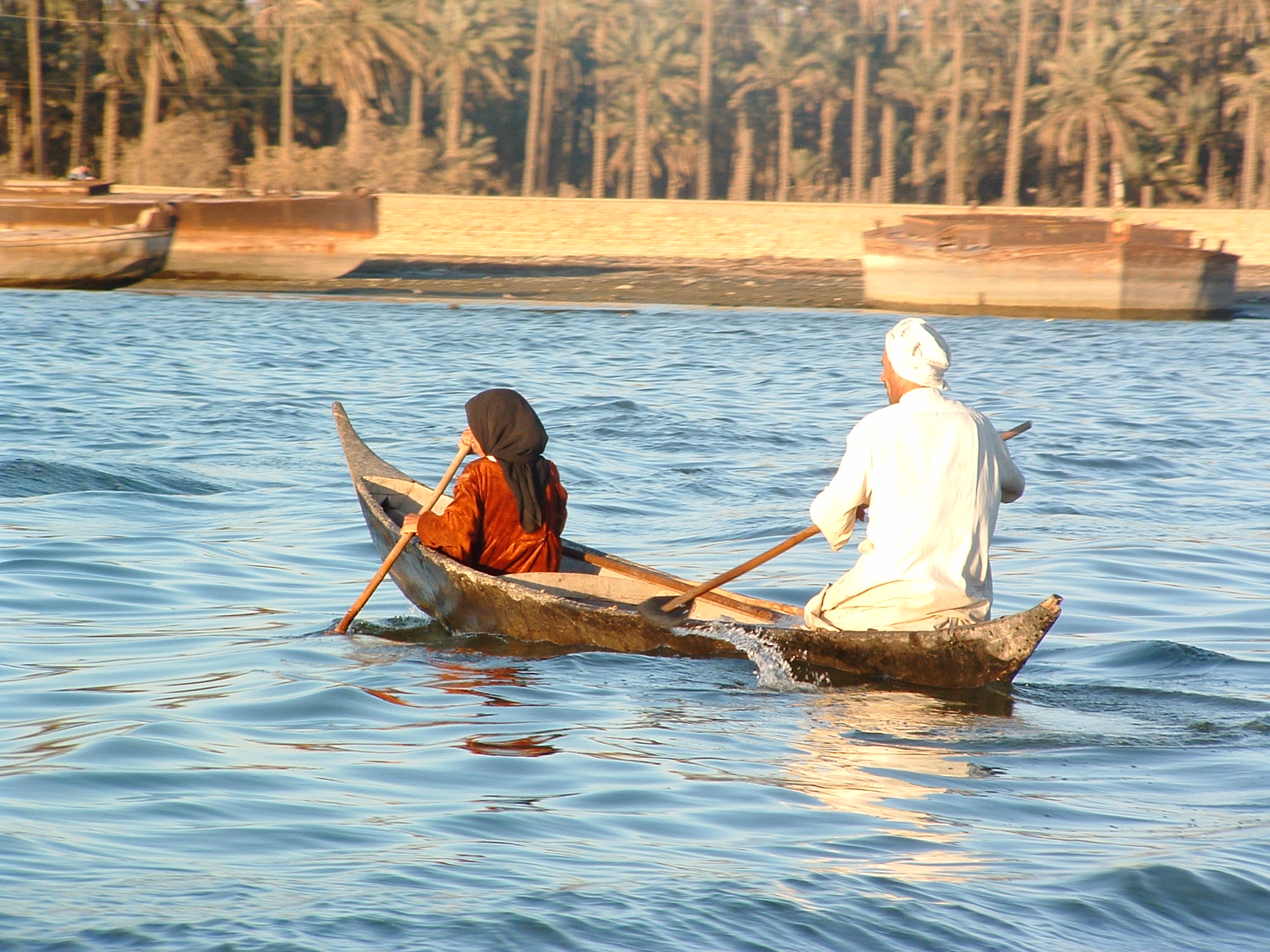

Využívá se ve velké míře na zavlažování už od starověku. Řada oáz podél koryta řeky se táhne v celé nížinné délce jejího toku. Jen na území Iráku je zavlažováno přibližně 1 mil. ha pomocí zavlažovacích kanálů. Dalších 560 000 ha je zavlažováno pomocí čerpadel a jiných hydrotechnických zařízení. V Turecku byly vybudovány přehrady s vodními elektrárnami Keban a Atatürk a v Sýrii Tabaqah. V Iráku bylo vybudováno několik hydrouzlů, které regulují průtok a zavlažování. Na řece je možná lodní doprava od ústí k městu Hit.

## Historie
Povodí Eufratu a Tigridu je jednou z nejstarších kulturních oblastí. Zrodily se zde jedny z nejstarších civilizací na Zemi (Sumer, Babylónie, Asýrie). Město Babylón se rozkládalo přímo na březích Eufratu. Celé tzv. biblické pradějiny (od stvoření světa po povolání Abrama) pokrývající nejstarší příběhy převzaté z Tóry, popisují události, jež se odehrály v oblasti napájené Eufratem (a jeho spojencem Tigridem) od pramenů pod biblickým Araratem až k Abramově biblickému Uru v deltě řeky. Jeden z vůbec nejstarších dochovaných příběhů lidstva, velká potopa, byla podle vlivné hypotézy založena na mimořádném vylití Eufratu v rámci pravidelných záplav. Mohutná řeka pamatuje sumerská a babylonská náboženství, rozličná městská božstva jako např. významné měsíční božstvo Sín, zrození Hebrejů povoláním Abrama (později Abraháma) i jejich pozdější babylonský exil na dolním toku řeky, perské náboženství, Baalův kult, římský kult, Mitrovo náboženství, manicheismus, později rozšíření křesťanství a nakonec islámu, který nyní podél toku Eufratu dominuje.